# Main Roads Western Australia
Main Roads Western Australia (auch kurz Main Roads, davor Main Roads Department) ist die Straßen- und Verkehrsbehörde in Western Australia, Australien. Sie ist zuständig für die Instandhaltung, den Ausbau und Betrieb des landesweiten Straßennetzes.
Die Behörde ist für rund 13 % des Straßennetzes im Bundesstaat mit einer Gesamtlänge von 18.500 km, verantwortlich. Die übrigen 131.000 km werden von den Local Government Areas oder der nationalen Straßenbaubehörde betrieben und instand gehalten.
Im Jahr 2011 hatte die Behörde ein Gesamtbudget von 1.200 Millionen AU$ und 1070 Beschäftigte.
Die wichtigsten Fernstraßen in Western Australia sind:
- Eyre Highway
- Great Northern Highway
- Great Eastern Highway